# Hockey su ghiaccio agli VIII Giochi olimpici invernali
Il torneo di hockey su ghiaccio degli VIII Giochi olimpici invernali del 1960, svoltosi per la seconda volta negli Stati Uniti, fu considerato valido anche come 27º campionato del mondo di hockey su ghiaccio e 38º campionato europeo organizzato dalla International Ice Hockey Federation. Le partite si svolsero presso la Blyth Arena di Squaw Valley.
Prima delle olimpiadi vi furono due spareggi, come nell'ultimo torneo olimpico, fra le due rappresentative tedesche, vinti dalla Germania Ovest per 5-2 e 5-3. Il torneo di svolse nel periodo fra il 19 e il 28 febbraio 1960. Vi presero parte solamente nove squadre, raggruppate nella fase preliminare in tre gruppi, ciascuno composto da tre formazioni; le prime due di ciascun gruppo disputarono il girone finale valido per l'assegnazione delle medaglie, mentre le altre squadre giocarono un girone di consolazione. Ritornò dopo l'ultima presenza nel 1957 la nazionale del Giappone, mentre esordì la rappresentativa dell'Australia, prima nazionale oceanica a disputare un evento internazionale di hockey su ghiaccio.
A sorpresa gli Stati Uniti riuscirono a conquistare la loro prima medaglia d'oro olimpica in casa, ed il secondo titolo mondiale dopo quello del 1933, posizionandosi davanti al Canada di due punti, mentre al terzo posto distanziata di cinque punti terminò l'Unione Sovietica.

## Partecipanti
Parteciparono al torneo olimpico nove rappresentative nazionali provenienti da quattro continenti, con un numero variabile di giocatori.
- Australia (17)
- Canada (17)
- Cecoslovacchia (17)
- Finlandia (17)
- Germania Ovest (16)
- Giappone (17)
- Stati Uniti (17)
- Svezia (17)
- Unione Sovietica (17)

## Gironi preliminari

### Gruppo A
| Squaw Valley 19 febbraio 1960, ore 13:00 | Canada | 5 – 2 (2-1; 1-1; 2-0) | Svezia | Blyth Arena |

| Squaw Valley 20 febbraio 1960, ore 13:00 | Canada | 19 – 1 (5-0; 7-1; 7-0) | Giappone | Blyth Arena |

| Squaw Valley 21 febbraio 1960, ore 18:00 | Svezia | 19 – 0 (8-0; 5-0; 6-0) | Giappone | Blyth Arena |

| Pos. |          | PG | V | N | P | GF | GS | DR  | Pt |
| 1.   | Canada   | 3  | 2 | 0 | 0 | 24 | 3  | +21 | 4  |
| 2.   | Svezia   | 3  | 1 | 0 | 1 | 21 | 5  | +16 | 2  |
| 3.   | Giappone | 3  | 0 | 0 | 2 | 1  | 38 | -37 | 0  |

### Gruppo B
| Squaw Valley 19 febbraio 1960, ore 18:00 | Unione Sovietica | 8 – 0 (3-0; 3-0; 2-0) | Germania Ovest | Blyth Arena |

| Squaw Valley 20 febbraio 1960, ore 15:30 | Unione Sovietica | 8 – 4 (2-1; 4-0; 2-3) | Finlandia | Blyth Arena |

| Squaw Valley 21 febbraio 1960, ore 15:30 | Germania Ovest | 4 – 1 (1-0; 2-0; 1-1) | Finlandia | Blyth Arena |

| Pos. |                  | PG | V | N | P | GF | GS | DR  | Pt |
| 1.   | Unione Sovietica | 2  | 2 | 0 | 0 | 16 | 4  | +12 | 4  |
| 2.   | Germania Ovest   | 2  | 1 | 0 | 1 | 4  | 9  | -5  | 2  |
| 3.   | Finlandia        | 2  | 0 | 0 | 2 | 5  | 12 | -7  | 0  |

### Gruppo C
| Squaw Valley 19 febbraio 1960, ore 15:30 | Stati Uniti | 7 – 5 (2-1; 1-3; 4-1) | Cecoslovacchia | Blyth Arena |

| Squaw Valley 20 febbraio 1960, ore 18:00 | Cecoslovacchia | 18 – 1 (7-1; 3-0; 8-0) | Australia | Blyth Arena |

| Squaw Valley 21 febbraio 1960, ore 13:00 | Stati Uniti | 12 – 1 (6-0; 3-0; 3-1) | Australia | Blyth Arena |

| Pos. |                | PG | V | N | P | GF | GS | DR  | Pt |
| 1.   | Stati Uniti    | 2  | 2 | 0 | 0 | 19 | 6  | +13 | 4  |
| 2.   | Cecoslovacchia | 2  | 1 | 0 | 1 | 23 | 8  | +15 | 2  |
| 3.   | Australia      | 2  | 0 | 0 | 2 | 2  | 30 | -28 | 0  |

## Girone di consolazione
| Squaw Valley 22 febbraio 1960, ore 10:30 | Finlandia | 14 – 1 (8-1; 4-0; 2-0) | Australia | Blyth Arena |

| Squaw Valley 23 febbraio 1960, ore 10:30 | Finlandia | 6 – 6 (2-1; 3-2; 1-3) | Giappone | Blyth Arena |

| Squaw Valley 24 febbraio 1960, ore 10:30 | Giappone | 13 – 2 (3-0; 4-0; 6-2) | Australia | Blyth Arena |

| Squaw Valley 25 febbraio 1960, ore 10:30 | Finlandia | 19 – 2 (6-1; 5-1; 8-0) | Australia | Blyth Arena |

| Squaw Valley 26 febbraio 1960, ore 10:30 | Finlandia | 11 – 2 (2-1; 6-0; 3-1) | Giappone | Blyth Arena |

| Squaw Valley 27 febbraio 1960, ore 7:30 | Giappone | 11 – 3 (6-0; 2-1; 3-2) | Australia | Blyth Arena |

| Pos. |           | PG | V | N | P | GF | GS | DR  | Pt |
| 7.   | Finlandia | 4  | 3 | 1 | 0 | 50 | 11 | +39 | 7  |
| 8.   | Giappone  | 4  | 2 | 1 | 1 | 32 | 22 | +10 | 5  |
| 9.   | Australia | 4  | 0 | 0 | 4 | 8  | 57 | -49 | 0  |

## Girone finale
| Squaw Valley 22 febbraio 1960, ore 13:00 | Unione Sovietica | 8 – 5 (3-2; 2-1; 3-2) | Cecoslovacchia | Blyth Arena |

| Squaw Valley 22 febbraio 1960, ore 15:30 | Stati Uniti | 6 – 3 (4-0; 1-2; 1-1) | Svezia | Blyth Arena |

| Squaw Valley 22 febbraio 1960, ore 18:00 | Canada | 12 – 0 (6-0; 1-0; 5-0) | Germania Ovest | Blyth Arena |

| Squaw Valley 24 febbraio 1960, ore 13:00 | Stati Uniti | 9 – 1 (2-0; 3-1; 4-0) | Germania Ovest | Blyth Arena |

| Squaw Valley 24 febbraio 1960, ore 15:30 | Unione Sovietica | 2 – 2 (0-0; 0-0; 2-2) | Svezia | Blyth Arena |

| Squaw Valley 24 febbraio 1960, ore 18:00 | Canada | 4 – 0 (3-0; 1-0; 0-0) | Cecoslovacchia | Blyth Arena |

| Squaw Valley 25 febbraio 1960, ore 13:00 | Unione Sovietica | 7 – 1 (0-1; 4-0; 3-0) | Germania Ovest | Blyth Arena |

| Squaw Valley 25 febbraio 1960, ore 15:30 | Stati Uniti | 2 – 1 (1-0; 1-0; 0-1) | Canada | Blyth Arena |

| Squaw Valley 25 febbraio 1960, ore 18:00 | Cecoslovacchia | 3 – 1 (3-0; 0-1; 0-0) | Svezia | Blyth Arena |

| Squaw Valley 27 febbraio 1960, ore 11:00 | Cecoslovacchia | 9 – 1 (3-1; 4-0; 2-0) | Germania Ovest | Blyth Arena |

| Squaw Valley 27 febbraio 1960, ore 13:30 | Stati Uniti | 3 – 2 (1-2; 1-0; 1-0) | Unione Sovietica | Blyth Arena |

| Squaw Valley 27 febbraio 1960, ore 16:00 | Canada | 6 – 5 (1-4; 1-0; 4-1) | Svezia | Blyth Arena |

| Squaw Valley 28 febbraio 1960, ore 8:00 | Stati Uniti | 9 – 4 (3-3; 0-1; 6-0) | Cecoslovacchia | Blyth Arena |

| Squaw Valley 28 febbraio 1960, ore 10:30 | Svezia | 8 – 2 (2-0; 2-2; 4-0) | Germania Ovest | Blyth Arena |

| Squaw Valley 28 febbraio 1960, ore 13:00 | Canada | 8 – 5 (3-0; 1-3; 4-2) | Unione Sovietica | Blyth Arena |

| Pos. |                  | PG | V | N | P | GF | GS | DR  | Pt |
| 1.   | Stati Uniti      | 5  | 5 | 0 | 0 | 29 | 11 | +18 | 10 |
| 2.   | Canada           | 5  | 4 | 0 | 1 | 31 | 12 | +19 | 8  |
| 3.   | Unione Sovietica | 5  | 2 | 1 | 2 | 24 | 19 | +5  | 5  |
| 4.   | Cecoslovacchia   | 5  | 2 | 0 | 3 | 21 | 23 | -2  | 4  |
| 5.   | Svezia           | 5  | 1 | 1 | 3 | 19 | 19 | 0   | 3  |
| 6.   | Germania Ovest   | 5  | 0 | 0 | 5 | 5  | 45 | -40 | 0  |

## Graduatoria finale
| Pos | Squadra          |
| --- | ---------------- |
|     | Stati Uniti      |
|     | Canada           |
|     | Unione Sovietica |
| 4   | Cecoslovacchia   |
| 5   | Svezia           |
| 6   | Germania Ovest   |
| 7   | Finlandia        |
| 8   | Giappone         |
| 9   | Australia        |

| Campione olimpico di hockey su ghiaccio 1960 |
| Stati Uniti 1º titolo                        |

| Pos | Squadra          | Formazione |
| --- | ---------------- | --- |
|     | Stati Uniti      | Billy Christian, Rog Christian, Bill Cleary, Bobby Cleary, Gene Grazia, Paul Johnson, Jack Kirrane, John Mayasich, Jack McCartan, Bob McVey, Dick Meredith, Rod Paavola, Larry Palmer, Weldy Olson, Bob Owen, Dick Rodenheiser, Tom Williams.                                                                   |
|     | Canada           | Moe Benoît, Bob Attersley, Jim Connelly, Jack Douglas, Fred Etcher, Bob Forhan, Don Head, Boat Hurley, Ken Laufman, Butch Martin, Bob McKnight, Cliff Pennington, Don Rope, Bobby Rousseau, George Samolenko, Harry Sinden, Darryl Sly.                                                                         |
|     | Unione Sovietica | Veniamin Aleksandrov, Aleksandr Al'metov, Jurij Baulin, Michail Byčkov, Vladimir Grebennikov, Evgenij Grošev, Viktor Jakušev, Evgenij Ërkin, Nikolaj Karpov, Al'fred Kučevskij, Konstantin Loktev, Stanislav Petuchov, Viktor Prjažnikov, Nikolaj Pučkov, Genrich Sidorenkov, Nikolaj Sologubov, Jurij Cicinov. |

### Riconoscimenti
Riconoscimenti individuali
| Premio             | Giocatore         |
| ------------------ | ----------------- |
| Miglior portiere   | John McCartan     |
| Miglior difensore  | Nikolaj Sologubov |
| Miglior attaccante | Nisse Nilsson     |

## Campionato europeo

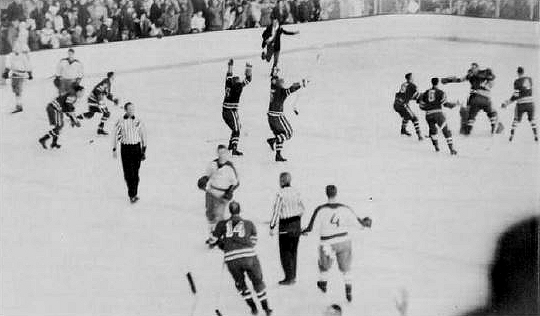
Festeggiamenti degli Stati Uniti contro l'Unione Sovietica.

Il torneo fu valido anche per il 38º campionato europeo e venne utilizzata la graduatoria finale dell'evento olimpico per determinare le posizioni in classifica; a trionfare fu per la sesta volta consecutiva la Unione Sovietica, medaglia di bronzo olimpica.
| Pos | Squadra          |
| --- | ---------------- |
|     | Unione Sovietica |
|     | Cecoslovacchia   |
|     | Svezia           |
| 4   | Germania Ovest   |
| 5   | Finlandia        |